# Église Saint-Cirgues de Dienne
L'église Saint-Cyr et Sainte-Julitte est une église catholique située sur la commune de Dienne, dans le département français du Cantal, en France.

## Historique
L'édifice est classé au titre des monuments historiques par arrêté du 24 mai 1944.

## Description
L'église se présente dans un style composite roman - gothique avec une couverture en lauze finement réalisée.
Un grand clocher-mur avec quatre baies ouvertes ogivales et un oculus, doté de puissants contreforts caractérise l'extérieur de l'édifice ainsi qu'une abside en cul-de-four flanquée de deux absidioles;

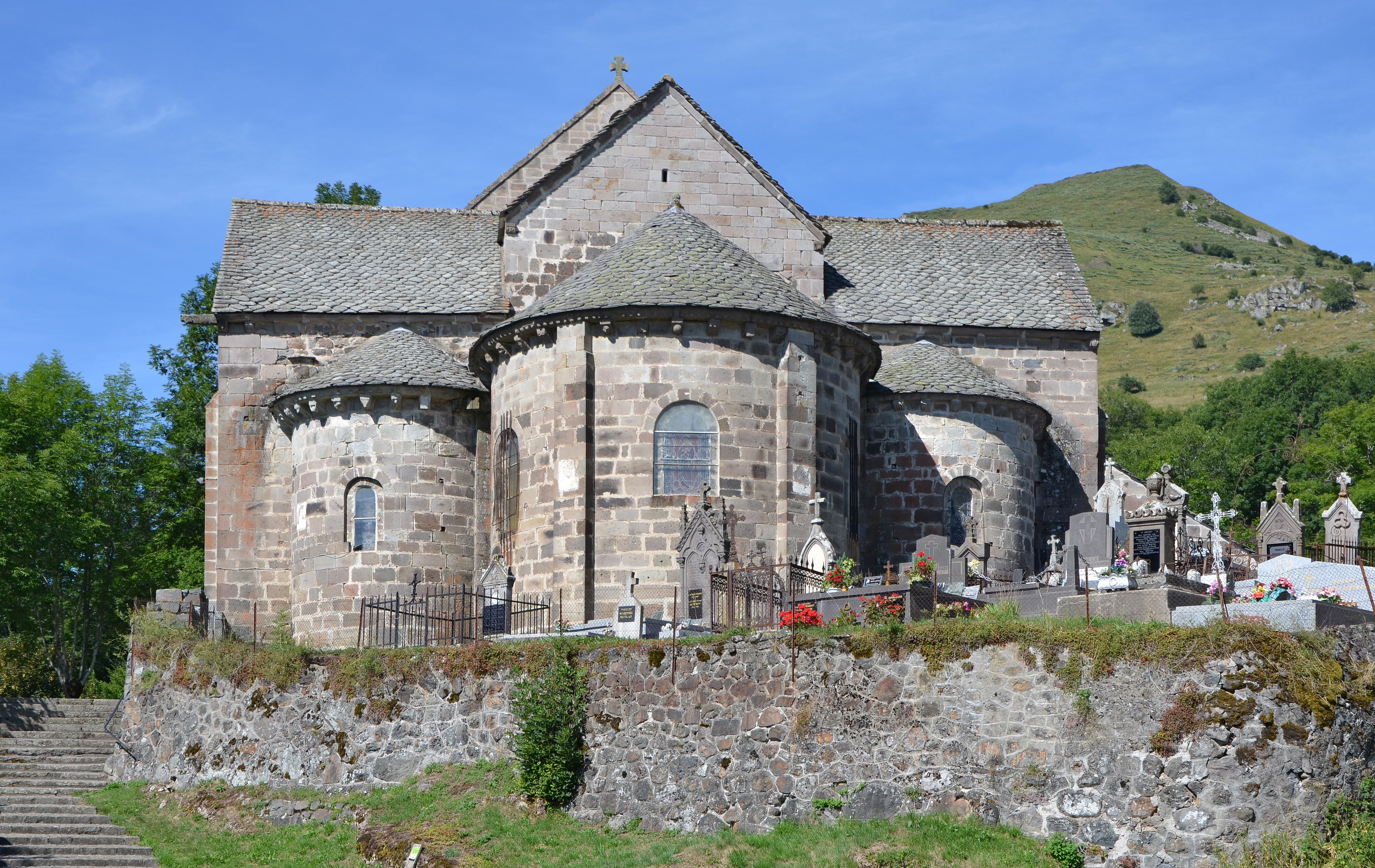
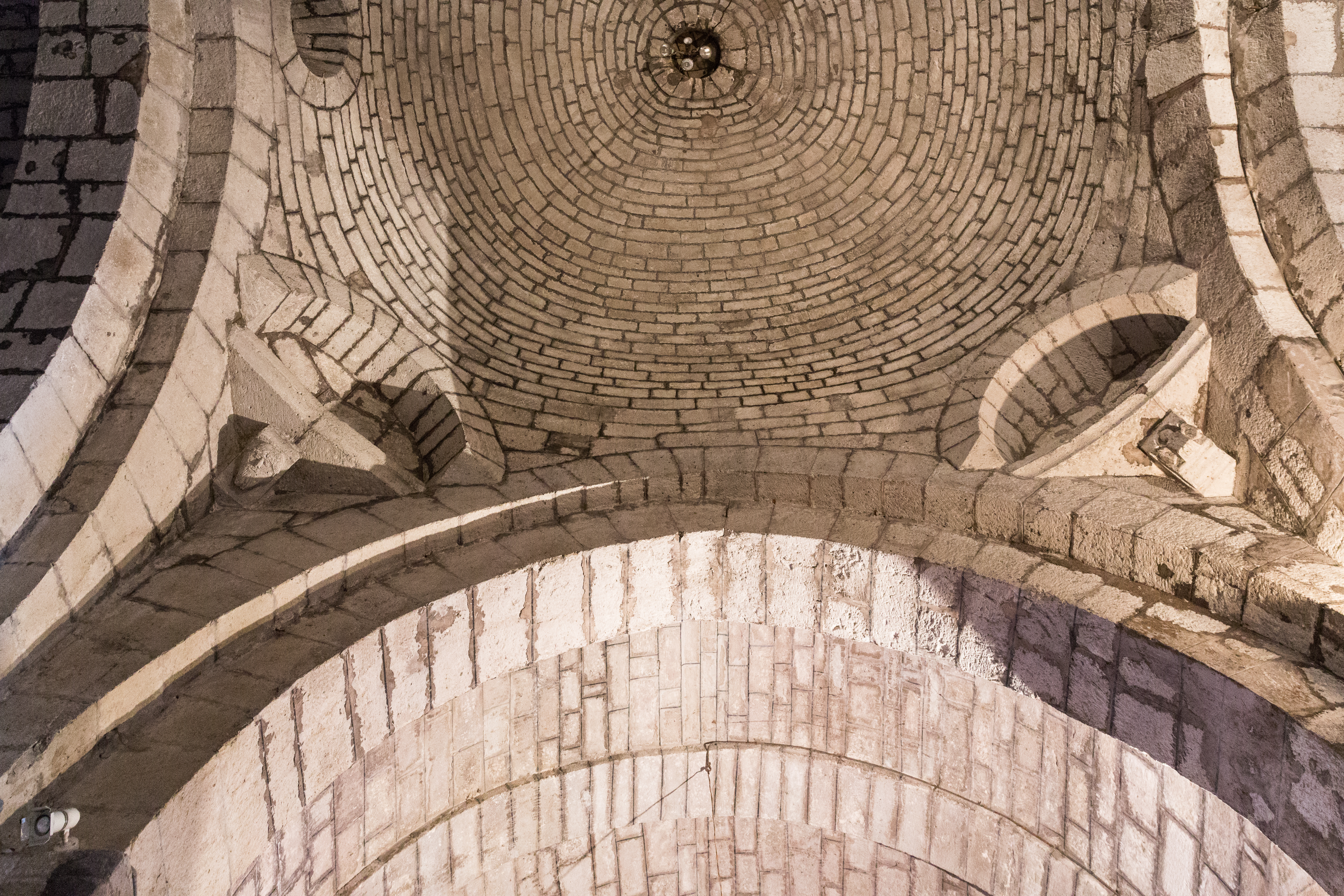
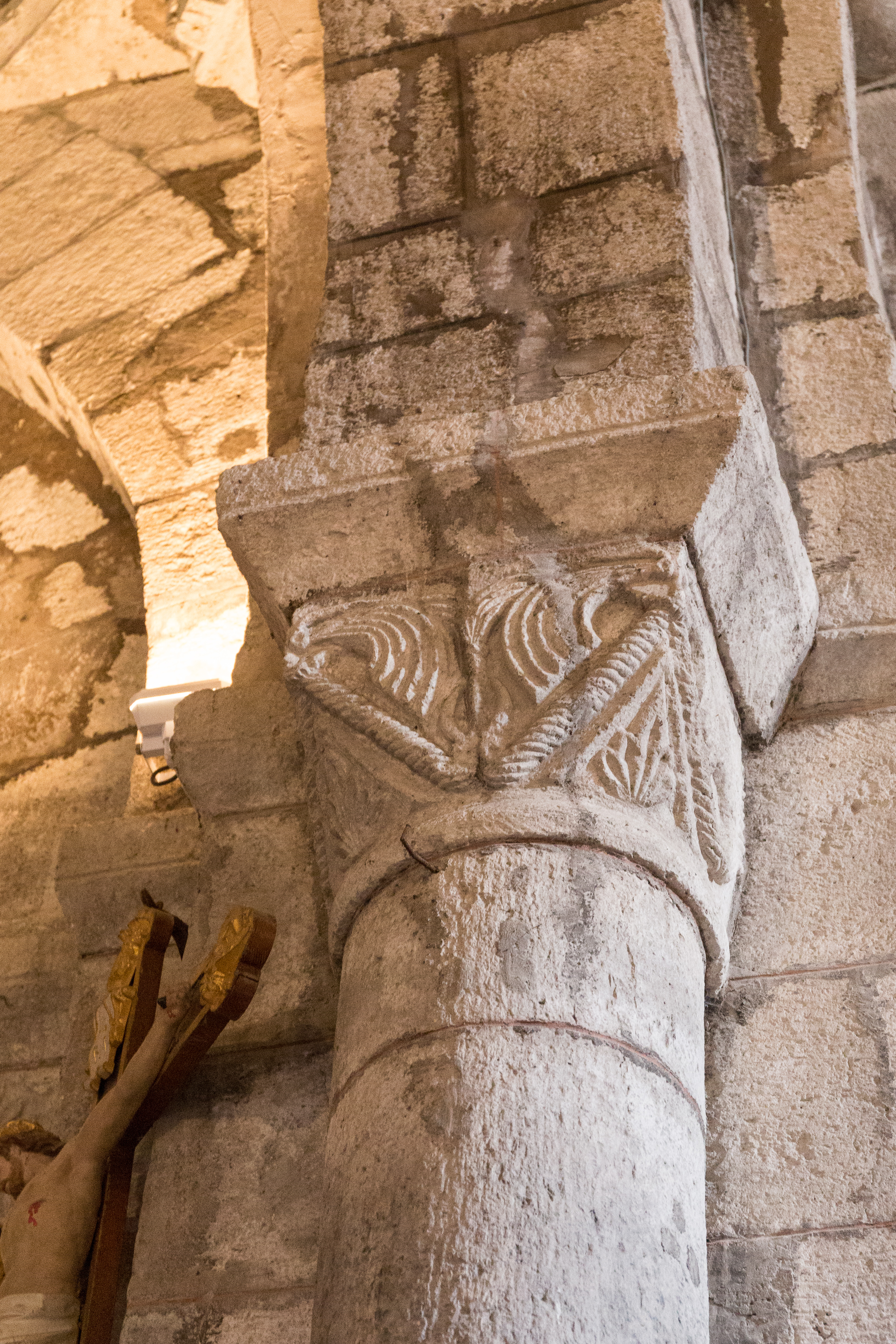
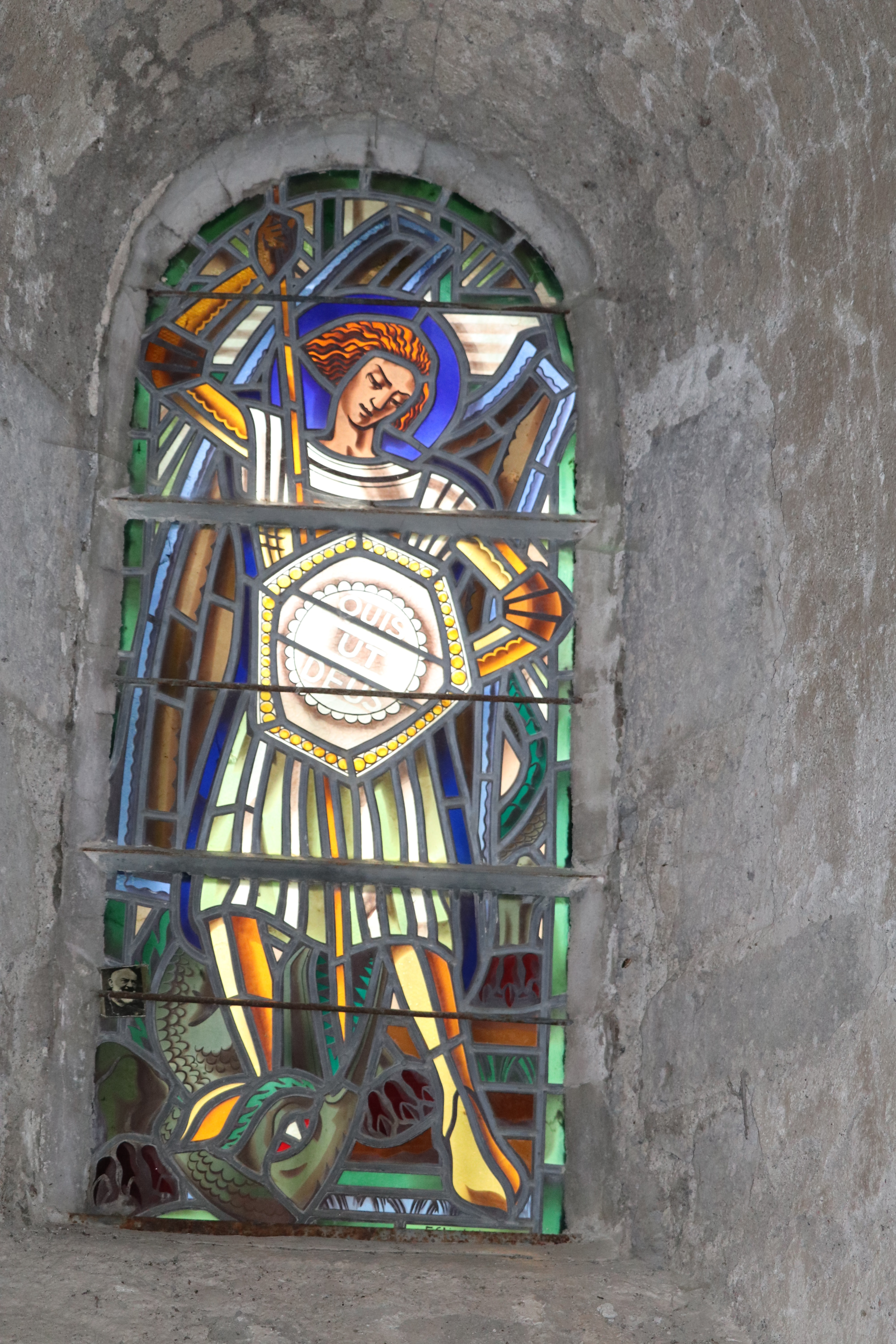
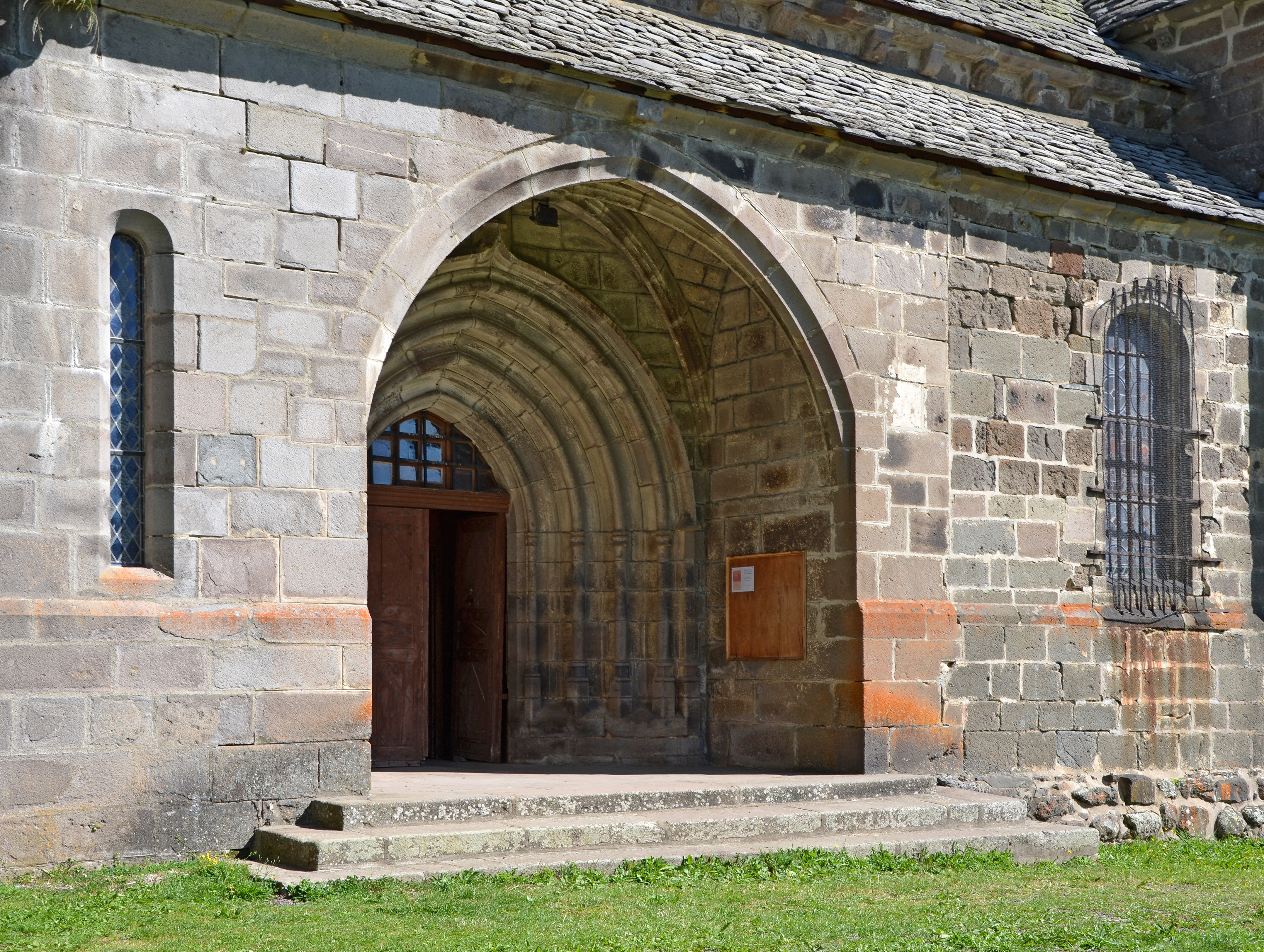
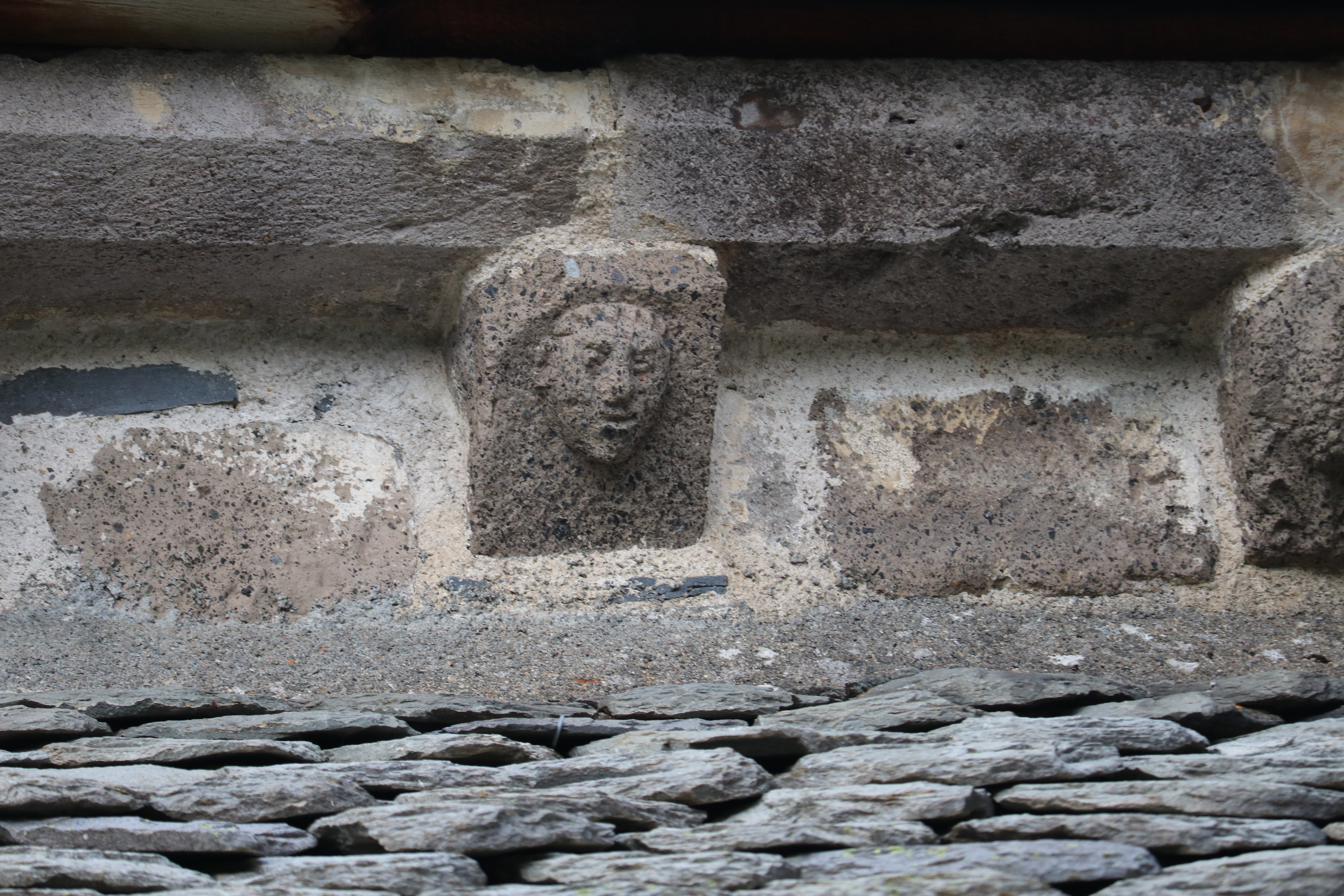